# Amtsbezirk Mautern (Niederösterreich)
Der Amtsbezirk Mautern war eine Verwaltungseinheit im Mostviertel in Niederösterreich.
Der Amtsbezirk war der Kreisbehörde in St. Pölten unterstellt und besorgte deren Amtsgeschäfte vor Ort. Die Zuständigkeit erstreckte sich neben Mautern an der Donau auf die damaligen Gemeinden 
Aigen, Angern, Mitterarnsdorf, Oberarnsdorf, Paudorf, Oberbergern, Unterbergern, Oberfucha, Tiefenfucha, Furth bei Mautern, Geyersberg, Höbenbach, Hollenburg, Krustetten, Mauternbach, Palt, Rossatz, Rührsdorf, Schenkenbrunn, Steinaweg, Thallern und Wagram bei Hollenburg.
Der Amtsbezirk umfasste dabei 23 Gemeinden mit 8.025 Einwohnern (lt. Zählung von 1851).